# شیرینی گزانگبین
شیرینی گز انگبین یا گزو یا شیرینی کنجدی گز انگبین، یکی از شیرینی‌های محلی استان کردستان، در اغلب شهرهای استان کردستان، درختی به نام انگبین وجود دارد که حشره‌ای خاص بر روی آن رفت و آمد می‌کند و شهدی عسل مانند به نام گزانگبین درست می‌کند.
محلی‌های کردستان، این شهد انگبین را جمع کرده و نگه می‌دارند. برای درست کردن شیرینی گزانگبین، کنجد را ابتدا به امر بو می‌دهند. سپس شهد انگبین را به آن اضافه می‌کنند. سپس مخلوط را در یک سطح صاف مانند سینی بزرگ پهن می‌کنند و به اندازه‌های دلخواه برش می‌زنند. قیافه این شیرینی هم بسیار زیباست و شبیه به کنجدهایی فشرده‌است که درون یک قاب از شهد گیر افتاده و محبوس شده باشند.